# إسلام محارب
إسلام محارب لاعب كرة قدم مصري، من ناشئي ناديي كفر الشيخ والأهلي ، ويلعب حاليًا لنادي طلائع الجيش في مركز خط الوسط الهجومي.

## مسيرته الكروية
كانت بداياته في كفر الشيخ، ثم انتقل بعدها لناشئي النادي الأهلي، ولكن لم يتم قيده في قائمة الفريق الأول خلال أربعة مواسم مع الناشئين، فانتقل بعدها إلى نادي الجونة، ومنه إلى نادي سموحة في 2 أغسطس 2015.

وبعد موسمين رائعين مع النادي السكندري أصبح محط اهتمام قطبي الكرة المصرية الزمالك والأهلي بعدما بات قاب قوسين أو أدنى من الانتقال لأحدهما في فترة الانتقالات الصيفية 2017 ، والبداية كانت مع نادي الزمالك بعد أن دخل في حسابات المدير الفني البرتغالي ؛ وذلك لاقتناعه التام بمهاراته ومستواه البدني والفني، وقرر الزمالك الدخول في مفاوضات رسمية مع سموحة من أجل حسم الصفقة بشكل رسمي، ولكن هناك أزمة وحيدة كانت ستواجهه مع الزمالك، وهي عدم إمكانية مشاركته مع الفريق بدوري أبطال إفريقيا ؛ بسبب مشاركته مع ناديه الحالي في بطولة الكونفيدرالية.

على جانب آخر، دخل النادي الأهلي في مفاوضات مع اللاعب، وقد رصد الأهلي ومجلس إدارته مبلغ 5 ملايين جنيه لشرائه، بالإضافة لإعارة أو بيع أحد لاعبي الأهلى للنادي السكندري ومنهم أحمد حمودي الذي لعب لسموحة من قبل، وهناك أيضًا جون أنطوي المعار لنادي المقاصة ومحمد حمدي زكي المعار لنادي إنبي.

وفي 16 يوليه 2017 ، انضم للنادي الأهلي رسميًا مقابل 5 ملايين جنيه وإعارة ناصر ماهر وبيع مسعد عوض نهائيًا للفريق السكندري.
وجاء نجاح الأهلي بعد مفاوضات مع الزمالك الذي قدم عرضًا وصل لـ 12 مليون جنيه لكن رغبة اللاعب حسمت الصفقة خاصة.

ودائمًا ما كان يقدم عروضه الجيدة أمام الأهلي بهز شباكه حيث نجح إحراز 4 أهداف خلال 8 مواجهات أمام النادي الأهلي، وقد رحل عن الأهلي حينما كان محمد يوسف مديرًا فنيًا للفريق، وهو قادر على شغل مركز الوسط في الاتجاهين اليمين واليسار، إلا أنه كان من الصعب أن يحصل على مكان في تشكيل الأهلي ؛ في ظل تواجد النجوم الكبار حينها مثل: محمد بركات ومحمد أبو تريكة ووليد سليمان وعماد متعب وأمادو فلافيو.

وكانت أول مباراة له مع النادي الأهلي في 25 يوليو 2017 أمام فريق الوحدة في البطولة العربية للأندية ، واستطاع أيضًا تسجيل الهدف الثاني للأهلي، وكان يرتدي رقم 5.

## إحصائيات مشاركاته
آخر تحديث في 27 يونيو 2018

### مع الأندية
| الفريق | الموسم    | الدوري  | الدوري | الكأس   | الكأس | البطولات القارية | البطولات القارية | بطولات أخرى | بطولات أخرى | الإجمالي | الإجمالي |
| الفريق | الموسم    | مشاركات | أهداف  | مشاركات | أهداف | مشاركات          | أهداف            | مشاركات     | أهداف       | مشاركات  | أهداف    |
| ------ | --------- | ------- | ------ | ------- | ----- | ---------------- | ---------------- | ----------- | ----------- | -------- | -------- |
| الجونة | 2013–2014 | 19      | 2      | 1       | 0     | —                | —                | —           | —           | 20       | 2        |
| الجونة | 2014–2015 | 33      | 5      | 0       | 0     | —                | —                | —           | —           | 33       | 5        |
| الجونة | الإجمالي  | 52      | 7      | 1       | 0     | —                | —                | —           | —           | 53       | 7        |
| سموحة  | 2014–2015 | 0       | 0      | 2       | 0     | —                | —                | —           | —           | 2        | 0        |
| سموحة  | 2015–2016 | 29      | 3      | 2       | 0     | —                | —                | —           | —           | 31       | 3        |
| سموحة  | 2016–2017 | 26      | 5      | 2       | 0     | 9                | 4                | —           | —           | 37       | 9        |
| سموحة  | الإجمالي  | 55      | 8      | 6       | 0     | 9                | 4                | —           | —           | 70       | 12       |
| الأهلي | 2016–2017 | 0       | 0      | 0       | 0     | 0                | 0                | 4           | 1           | 4        | 1        |
| الأهلي | 2017–2018 | 24      | 4      | 3       | 1     | 4                | 0                | 0           | 0           | 31       | 5        |
| الأهلي | الإجمالي  | 24      | 4      | 3       | 1     | 4                | 0                | 4           | 1           | 35       | 6        |

## روابط خارجية
- إسلام محارب على موقع قاعدة بيانات كرة القدم.إي يو (الإنجليزية)
- إسلام محارب على موقع Soccerway.com (الإنجليزية)

- إسلام محارب[وصلة مكسورة]